# 波恰伊夫
波恰伊夫（羅馬化：Pochayiv）是乌克兰捷爾諾波爾州克雷梅内茨区波恰伊夫市镇内的城市及该市镇的行政中心。該市距離州府捷爾諾波爾50公里，面積24.04平方公里，海拔高度356米，2022年人口数量为7,633人。

## 图集

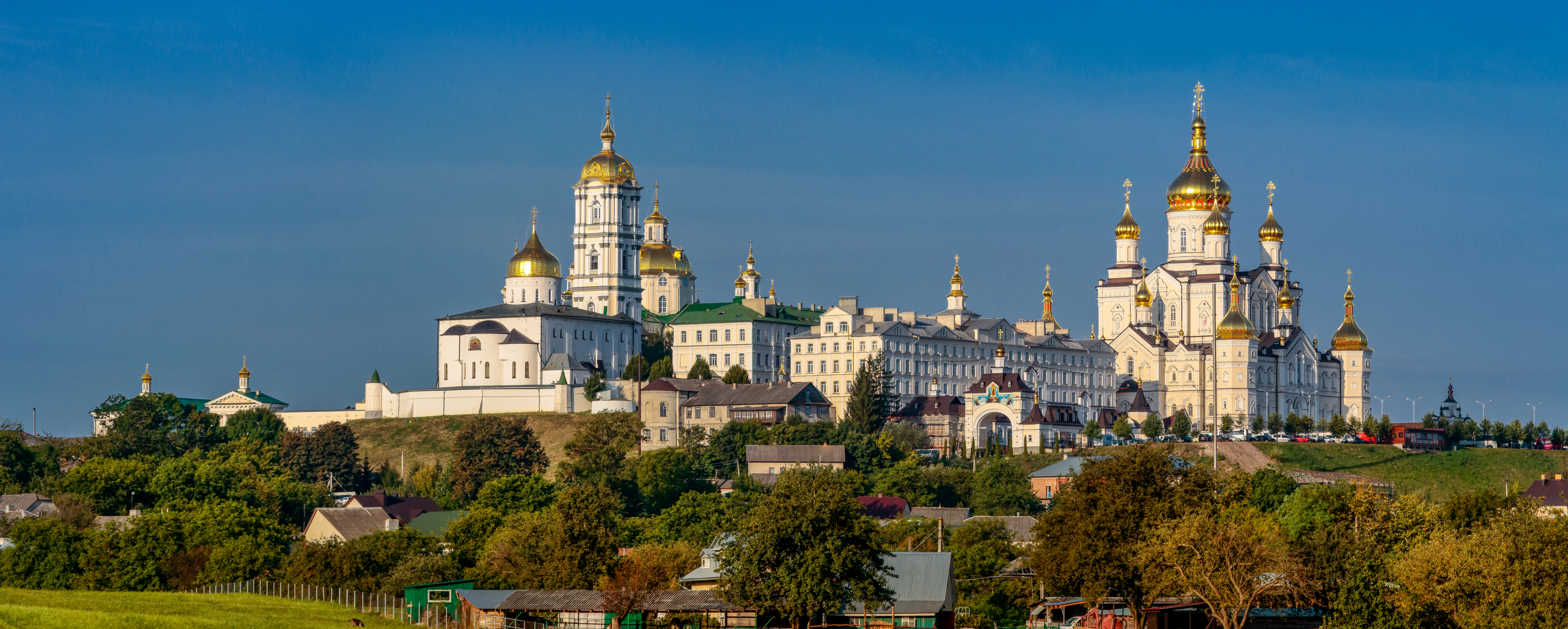
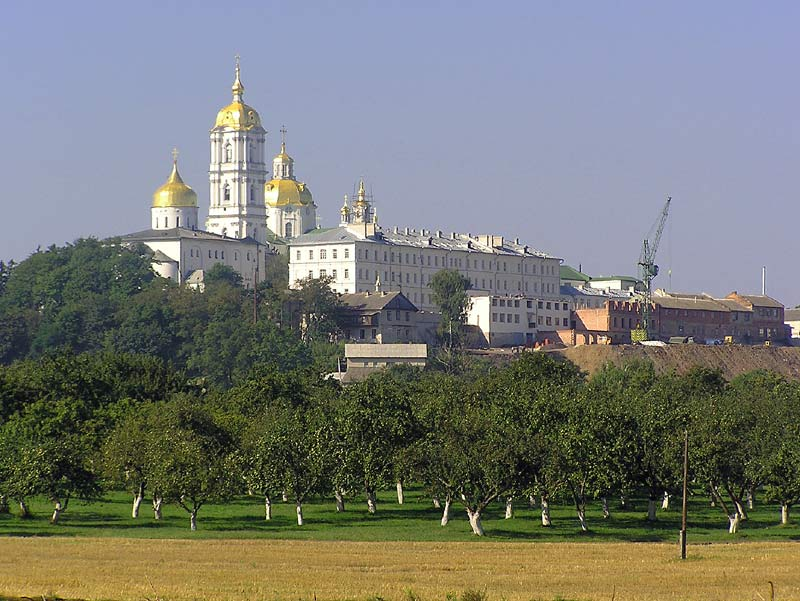
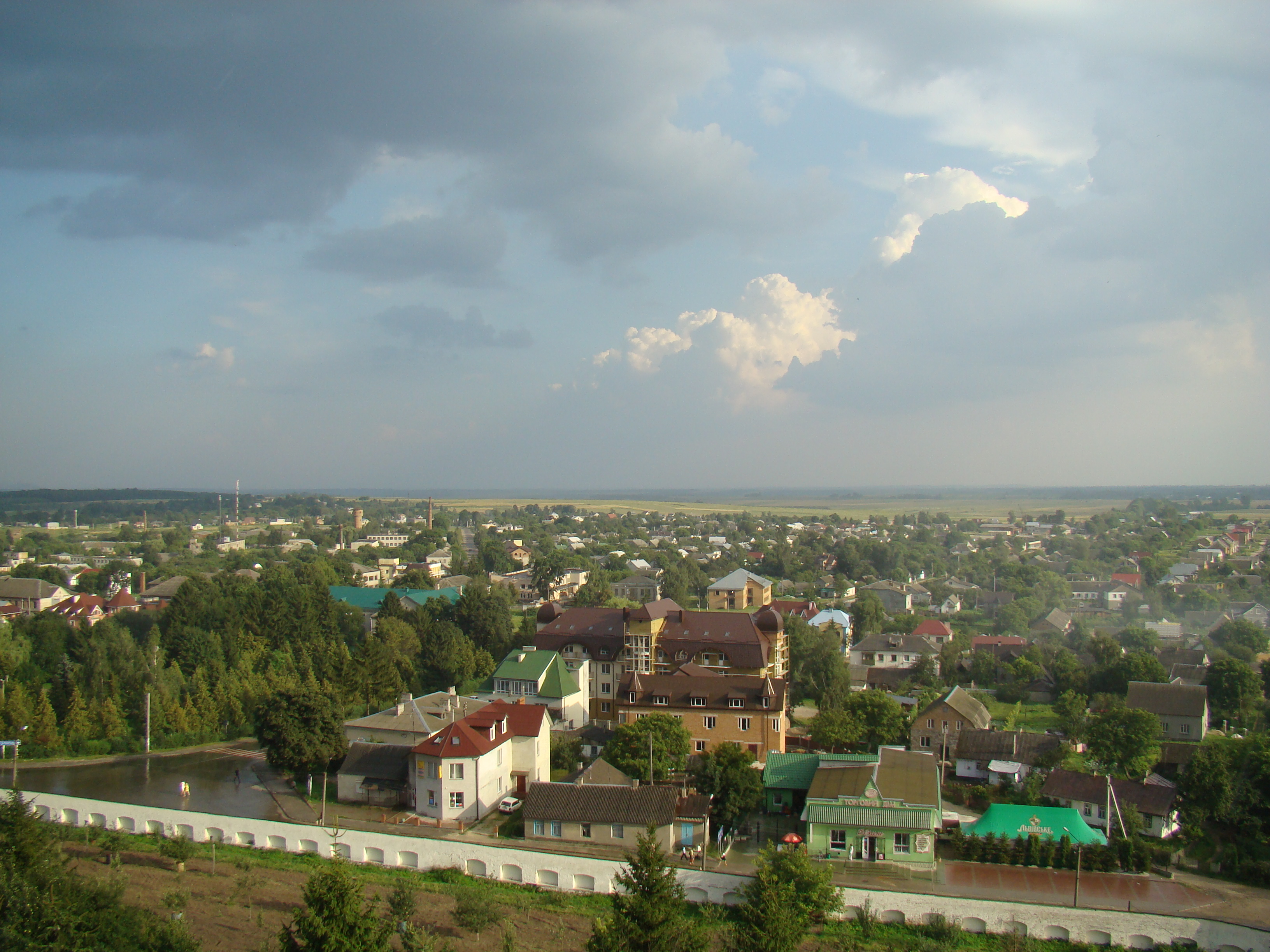
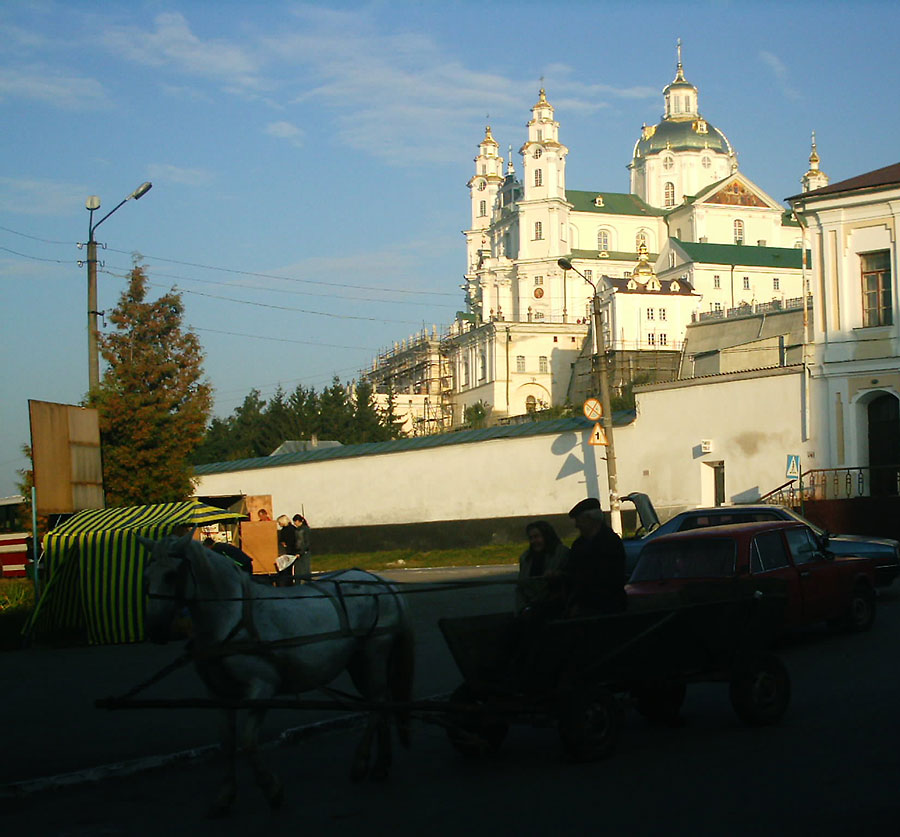
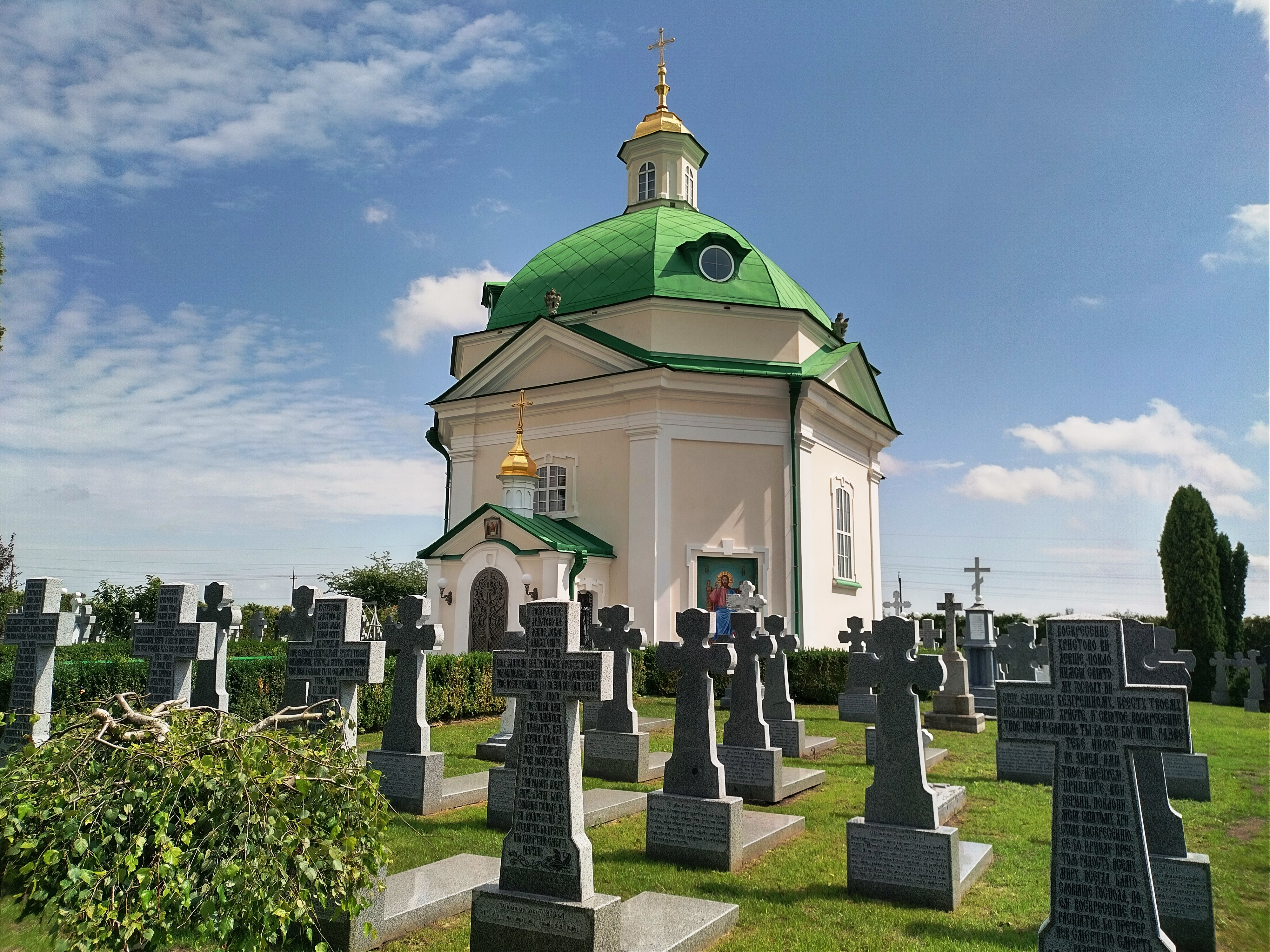
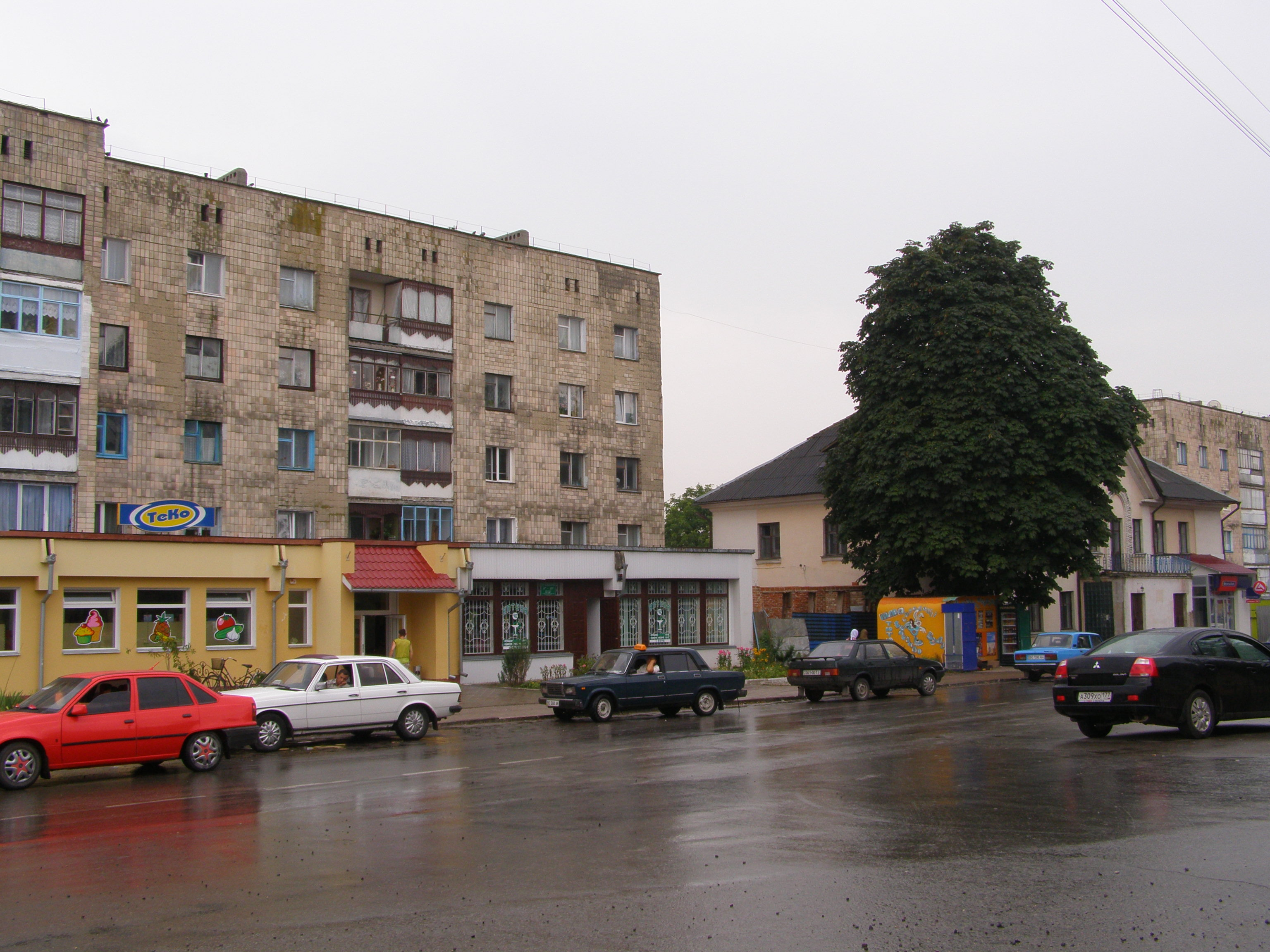
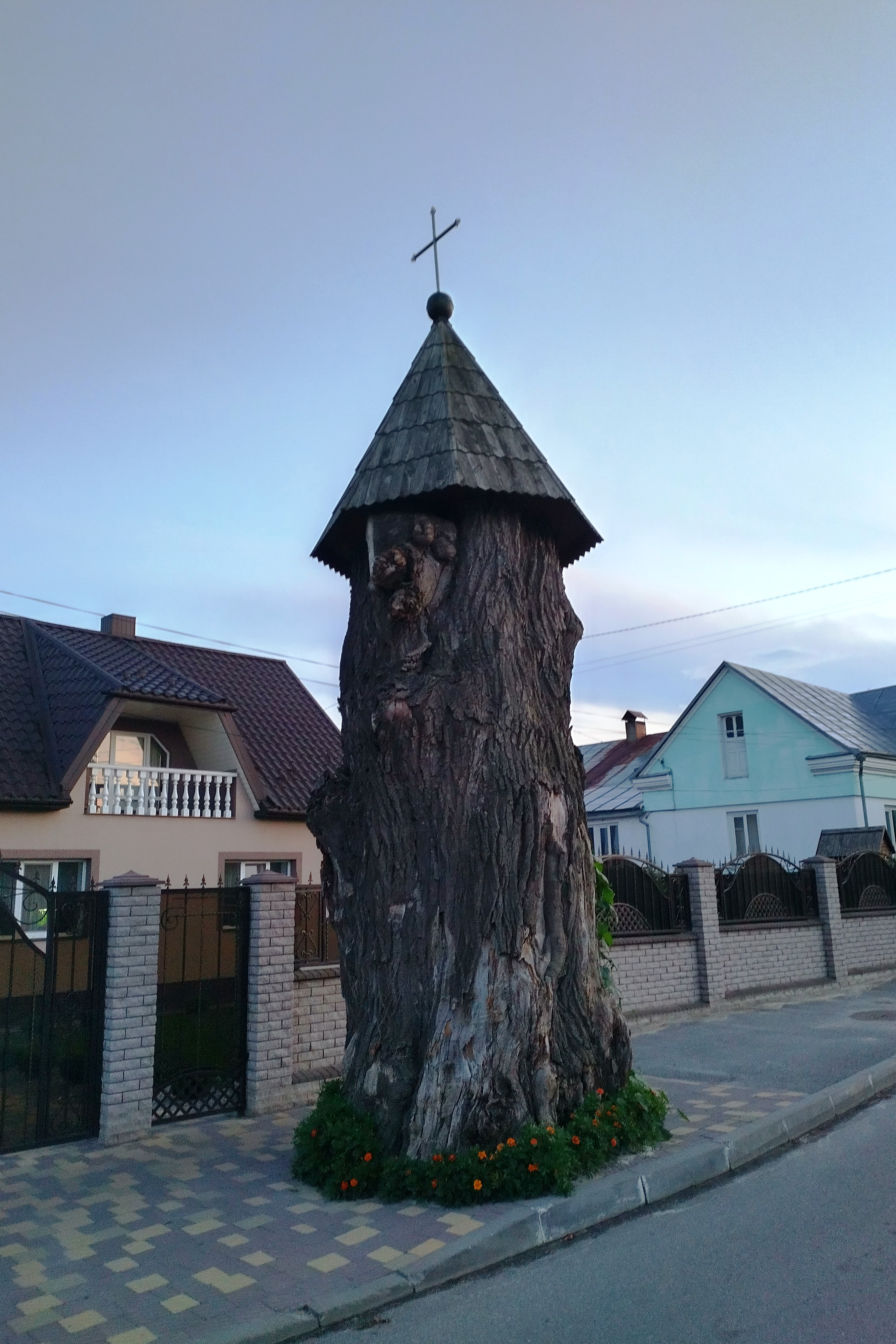
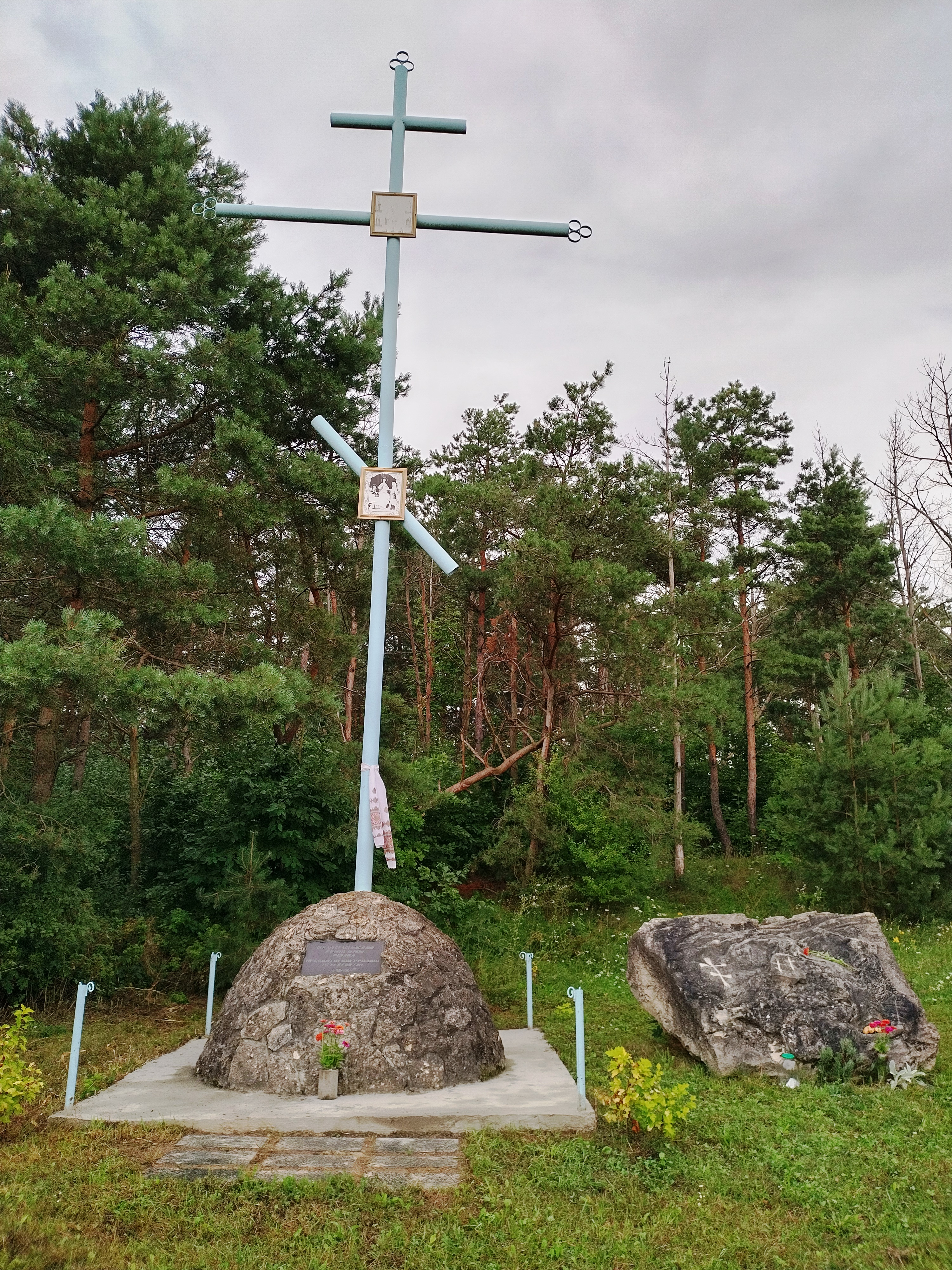
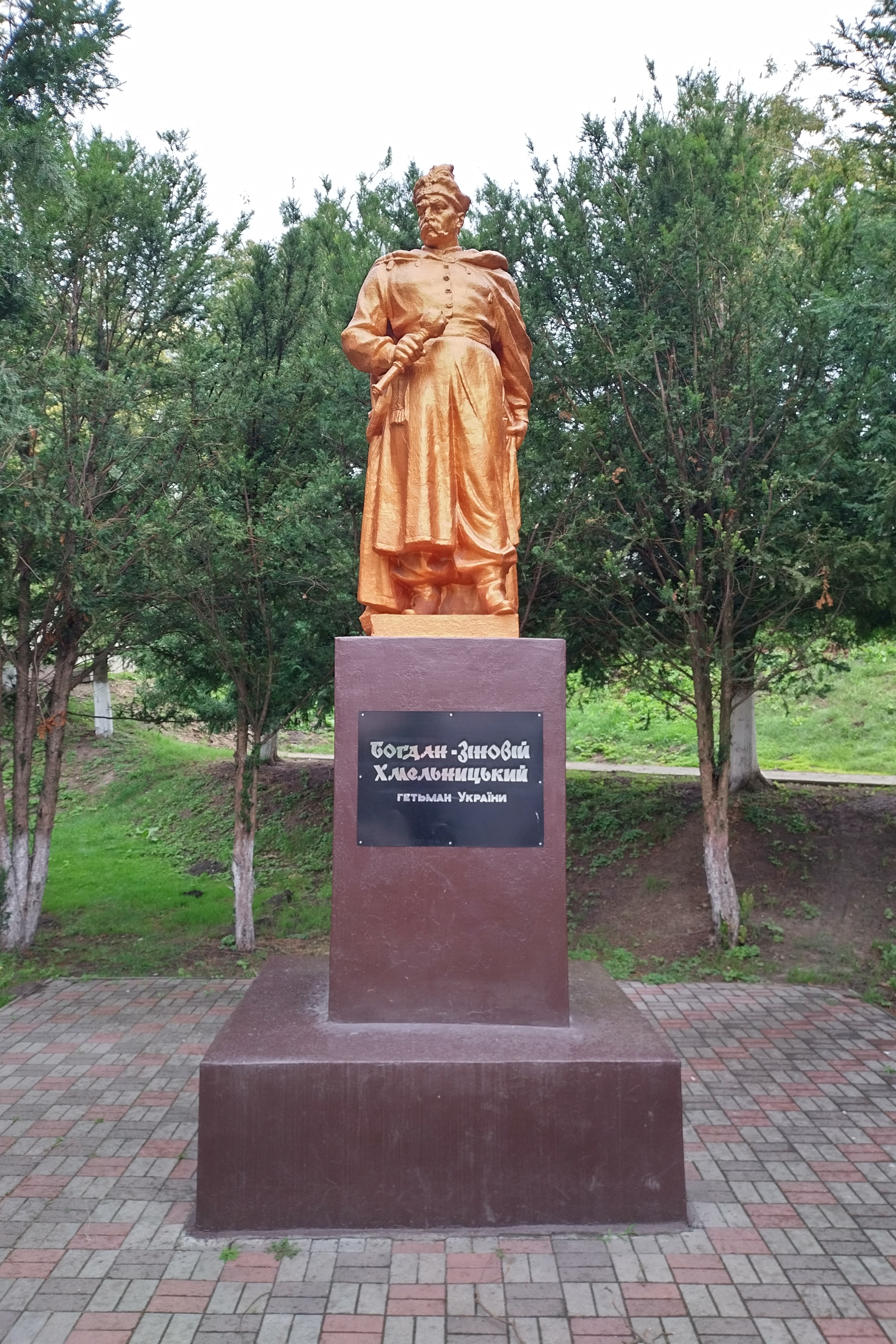
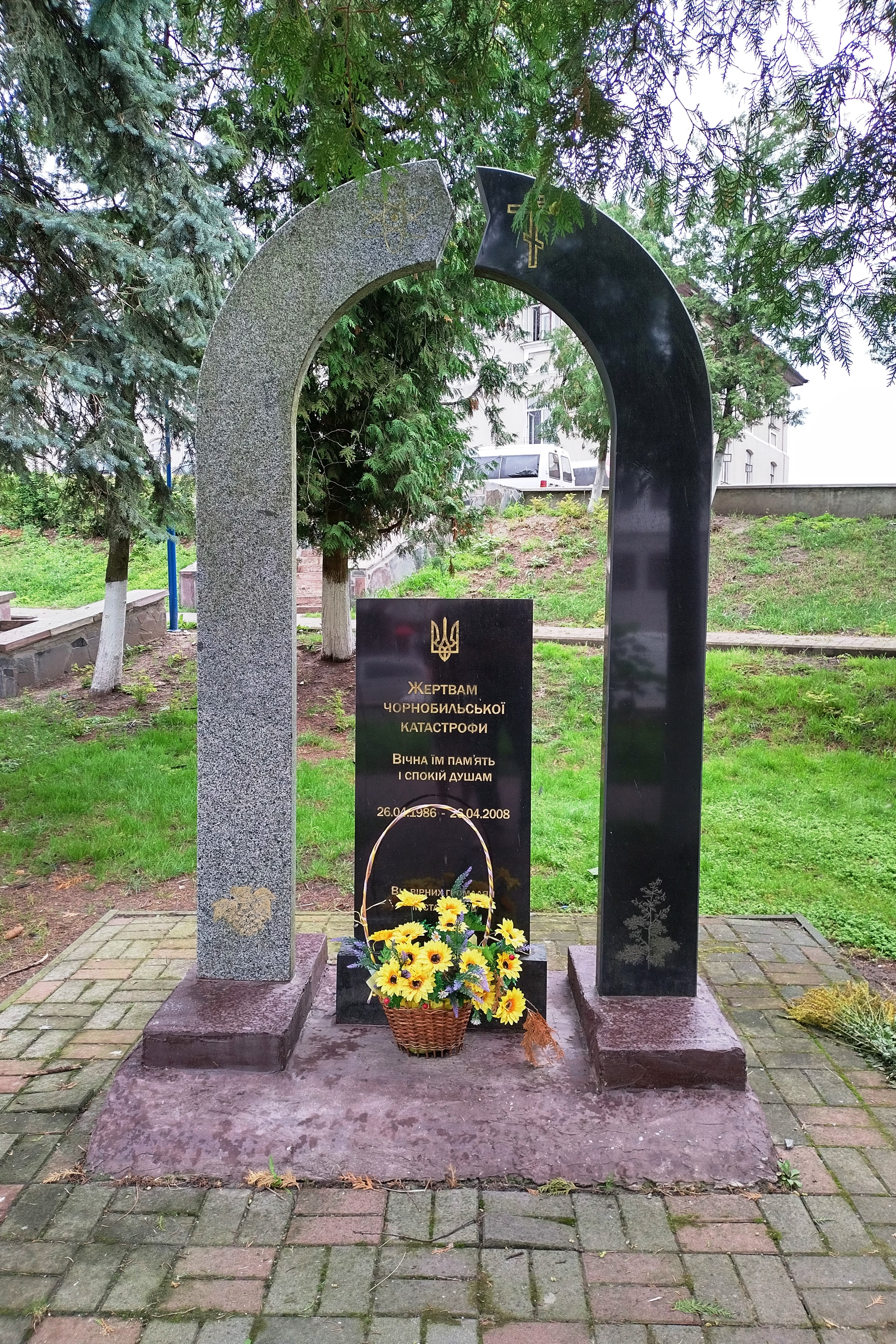

## 著名景点
- 波恰伊夫拉伏拉